# Alexander Pope
Pour les articles homonymes, voir Pope (homonymie).
Alexander Pope (21 mai 1688, Lombard Street, Londres - 30 mai 1744-Twickenham) est un poète anglais.

## Biographie
Alexander Pope est né dans une famille fortunée. Atteint dans son enfance du mal de Pott, une infection des disques intervertébraux due à la tuberculose, il en a gardé une petite taille. Il fut membre du Scriblerus Club.
Ses années de formation ont été studieuses et propices à la création poétique. On le considère généralement comme le plus grand poète anglais du début du XVIIIe siècle, connu pour ses poèmes satiriques et sa traduction d'Homère. Il est l'écrivain anglais le plus souvent cité après William Shakespeare et Alfred Tennyson dans le Oxford Dictionary of Quotations. Son œuvre la plus connue est La Dunciade (The Dunciad), un poème satirique.

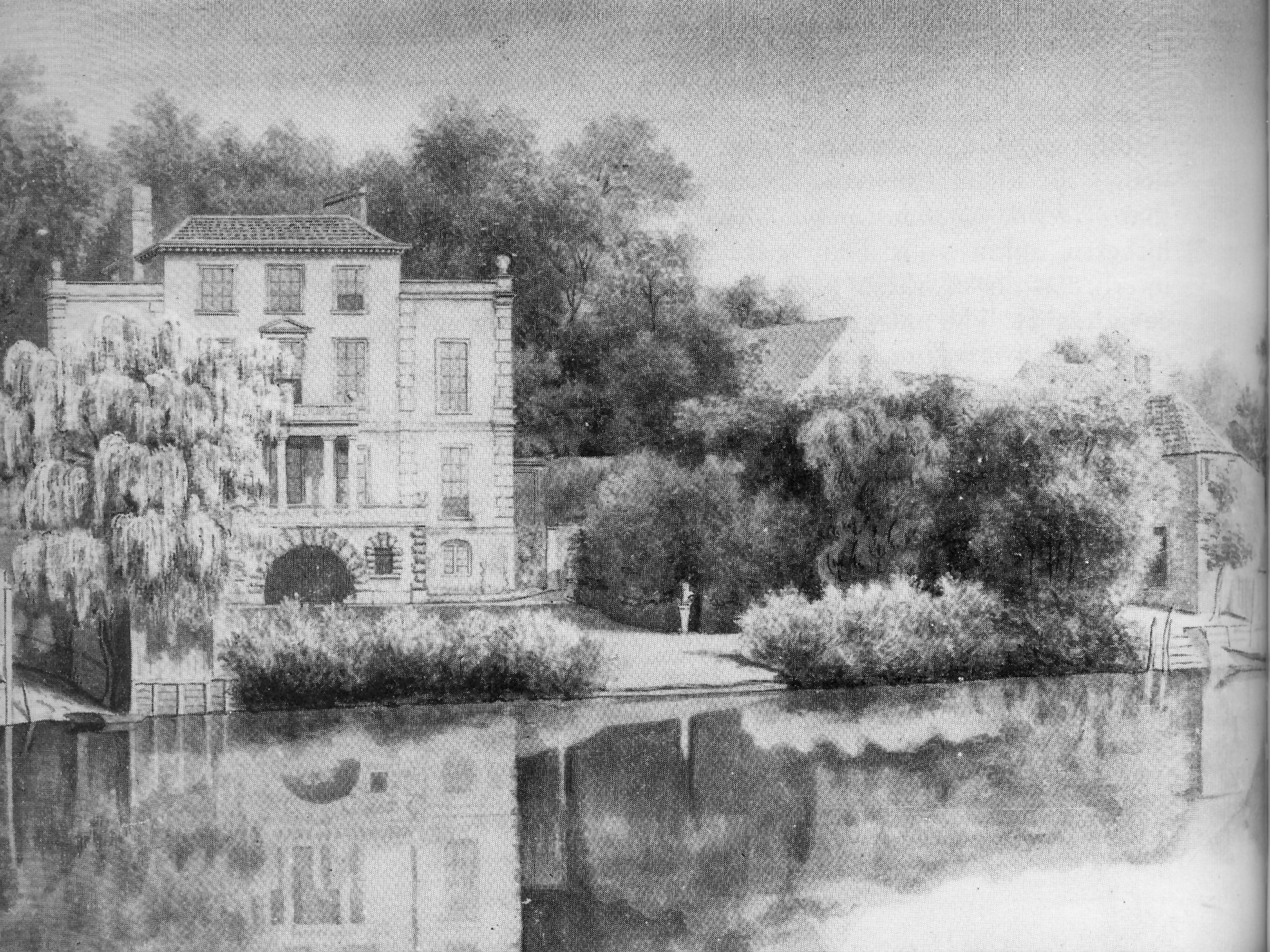
Maison de Pope à Twickenham.

Son appartenance à la franc-maçonnerie, établie comme certaine par quelques archivistes, reste discutée. Elle a pour unique source la présence du nom de « Alex Pope » sur la liste des membres de la « Lodge held at the Goat » de Londres. Dans son essai Alexander Pope and Freemasonry : A Discursive Essay (2003), l'historien W. J. Williams préfère parler d'association entre Pope et les francs-maçons tandis que Cécile Révauger, enseignante à l'Université de Bordeaux III, explique que « le doute a plané sur l’appartenance maçonnique de Swift et de Pope mais jamais aucune preuve n’a pu être apportée ».
Il n'y a par contre aucun doute sur le fait qu'il est né dans une famille de récusants, a été formé dans des écoles catholiques (qui étaient alors semi-clandestines, étant donné la persécution religieuse qui persistait en Angleterre à son époque), et a demandé à être assisté par un prêtre catholique dans ses derniers moments. Outre sa santé fragile, cette affiliation religieuse a contribué à son isolement social, en dehors d'un étroit cercle d'amis et d'admirateurs.

## Œuvres
- Histoire de Martinus Scriblérus, de ses ouvrages et de ses découvertes, Éditions vagabonde, 2022  (ISBN 978-2-91906-749-7).1700 : Ode on Solitude
- 1709 : Les Pastorales (Pastorals)
- 1711 : Essai sur la critique (An Essay on Criticism)
- 1712 : La Boucle de cheveux enlevée (The Rape of the Lock) ; trad. fr. Pierre Vinclair, Le Rapt de la boucle, éd. bilingue, préf. Guillaume Métayer, Paris, Les Belles Lettres, 73 p., 2022
- 1713 : Windsor Forest
- 1715 : Préface de l'Homère anglais
- 1717 : Épître d'Héloïse à Abelard (Eloisa to Abelard)
- 1717 : Elegy to the Memory of an Unfortunate Lady
- 1728 : La Dunciade ou guerre des sots (The Dunciad)
- 1734 : An Essay on Man ; trad. fr. Étienne de Silhouette, annotations par Denis Diderot, 1739
- 1735 : The Prologue to the Satires
- 1741 : Memoirs of Martinus Scriblerus avec John Arbuthnot
- Histoire de Martinus Scriblérus, de ses ouvrages et de ses découvertes, Éditions vagabonde, 2022  (ISBN 978-2-91906-749-7).
- Les œuvres de Pope sur le site du projet Gutenberg. En particulier une traduction française du XVIIIe siècle de « La boucle de cheveux enlevée ».
- (en) Travaux par Alexander Pope sur LibriVox (livres audio du domaine public)